# Дусе, Камиль
Шарль Камиль Дусе́ (фр. Camille Doucet; 1812—1895) — французский драматург, непременный секретарь Французской академии.
Дебютировал водевилем «Léonce» (1841) в сотрудничестве с Баяром; написал много комедий, имевших успех («L’avocat de sa cause», «Le baron Lafleur», «Les ennemis de la maison», «Le fruit défendu» и др.). Полное собрание его сочинений издано в 1874 г. Избран в члены Французской академии в 1864 г.
В ежегодных его отчетах о премированных конкурсных сочинениях он обнаруживал тонкость суждений и часто академический такт; собрание их — «Les concours littéraires, 1875—1885» представляет интересный обзор литературных явлений, написанный изящно и остроумно.